# Andamansjön
Andamansjön är ett randhav till Indiska oceanen som är beläget mellan Malackahalvön och ögrupperna Andamanerna och Nikobarerna.
I norra delen ligger Martabanbukten vid Burmas kust och i söder mot Malackasundet dras gränsen för Andamansjön från Sumatras nordspets till Phuket. 